# Мелегежское сельское поселение
Мелеге́жское се́льское поселе́ние — муниципальное образование в составе Тихвинского района Ленинградской области. Административный центр — деревня Мелегежская Горка.
Главой поселения является Абрамова Анна Александровна, главой администрации поселения является Прохоренко Светлана Юрьевна.

## Географическое положение
Общая площадь — 573 км².
Расположено в южной части Тихвинского района
- Граничит:
  - на севере и северо-востоке — с Тихвинским городским поселением
  - на востоке — с Бокситогорским районом
  - на юге — с Новгородской областью
  - на западе и северо-западе — с Цвылёвским сельским поселением

По территории поселения проходят автодороги:
- 41К-167 (Тихвин — Заручевье)
- 41К-168 (Заручевье — Рапля)
- 41К-891 (подъезд к дер. Шибенец)
- 41К-903 (Мелегежская Горка — Плесо)
- 41К-904 (Шибенец — Клинец)
- 41К-936 (Заручевье — Великая Нива)
- 41К-937 (Заручевье — Захожа)

Расстояние от административного центра поселения до районного центра — 15 км.
По территории поселения проходит железная дорога, имеется остановочный пункт Разъезд № 4.
По территории поселения протекают реки Сясь, Воложба.

## История
В начале 1920-х годов в составе Пригородной волости Тихвинского уезда Череповецкой губернии был образован Андреевский сельсовет с центром в деревне Новоандреево.
В августе 1927 года Андреевский сельсовет вошёл в состав вновь образованного Тихвинского района Ленинградской области.
В ноябре 1928 года в состав Шиженского сельсовета вошёл Шибенецкий сельсовет.
По состоянию на 1990 год центр Андреевского сельсовета был перенесён в деревню Мелегежская Горка.
18 января 1994 года постановлением главы администрации Ленинградской области № 10 «Об изменениях административно-территориального устройства районов Ленинградской области» Андреевский сельсовет, также как и все другие сельсоветы области, был преобразован в Андреевскую волость.
1 января 2006 года в соответствии с областным законом № 52-оз от 1 сентября 2004 года «Об установлении границ и наделении соответствующим статусом муниципального образования Тихвинский муниципальный район и муниципальных образований в его составе» было образовано Мелегежское сельское поселение, в которое вошла территория бывшей Андреевской волости.

## Население
| 2006  | 2010  | 2011 | 2012 | 2013  | 2014  | 2015  |
| ----- | ----- | ---- | ---- | ----- | ----- | ----- |
| 1000  | ↘971  | ↘968 | ↗984 | ↗1001 | ↗1015 | ↗1035 |
| 2016  | 2017  | 2018 | 2019 | 2020  | 2021  | 2023  |
| ↘1005 | ↘996  | ↘982 | ↘972 | ↗973  | ↗983  | ↗990  |
| 2024  | 2025  |      |      |       |       |       |
| ↗994  | ↗1008 |      |      |       |       |       |

## Состав сельского поселения
На территории поселения находится 13 населённых пунктов:
| №  | Населённый пункт  | Тип населённого пункта          | Население   |
| -- | ----------------- | ------------------------------- | ----------- |
| 1  | Великая Нива      | деревня                         | ↗4 (2017)   |
| 2  | Воложба           | деревня                         | ↗23 (2017)  |
| 3  | Городище          | деревня                         | ↗4 (2017)   |
| 4  | Заручевье         | деревня                         | ↘11 (2017)  |
| 5  | Захожа            | деревня                         | ↗26 (2017)  |
| 6  | Клинец            | деревня                         | ↘57 (2017)  |
| 7  | Кострино          | деревня                         | ↗6 (2017)   |
| 8  | Мелегежская Горка | деревня, административный центр | ↗765 (2017) |
| 9  | Новоандреево      | деревня                         | ↘66 (2017)  |
| 10 | Остров            | деревня                         | ↗13 (2017)  |
| 11 | Плесо             | деревня                         | ↘12 (2017)  |
| 12 | Рапля             | деревня                         | ↘4 (2017)   |
| 13 | Шибенец           | деревня                         | ↘31 (2017)  |